# Homonimia estructural
Se llama homonimia estructural al fenómeno sintáctico en el cual existe ambigüedad en la interpretación de una determinada frase. Si bien el fenómeno ya había sido observado por algunos lingüistas estructuralistas, fue Noam Chomsky quien lo utilizó para argumentar su idea de que existen transformaciones en el lenguaje natural que relacionan una estructura profunda y una estructura superficial.

## El argumento Chomskyano
Chomsky argumenta  que el sintagma nominal "la matanza de los cazadores" puede ser ambigua dado que puede ser derivada de dos oraciones diferentes:
- los cazadores mataron a X: con una interpretación de "los cazadores" como agente.
- X mató a los cazadores: con una interpretación de "los cazadores" como paciente.

El lenguaje, por ende, debe funcionar relacionando una estructura sintáctica primitiva con contenido semántico (estructura profunda) y una estructura derivada (estructura superficial).